# Корисничко искуство
Корисничко искуство подразумева понашање неке особе, ставове и емоције у вези са коришћењем одређеног производа, система или услуге. Корисничко искуство обухвата практичне, искуствене, афективне, смислене и драгоцене аспекте интеракције човека и рачунара и власништва производа. Поред тога, она укључује и перцепцију особе од аспеката система, као што су корисност, лакоћа употребе и ефикасност. Корисничко искуство може се сматрати субјективним до степена да је о индивидуалној перцепцији и мисли у односу на систем. Корисничко искуство је динамично јер се непрестано модификује током времена услед мењања околности коришћења и промене у појединим системима, као и ширем контексту употребе у којима се могу наћи.

## Дефиниције
ISO 9241-210 дефинише корисничко искуство човека на „перцепцију и реакције људи који произилазе из употребе или очекиваном коришћењу производа, система или услуге.” Према дефиницији ИСО, корисничко искуство обухвата све емоције корисника, веровања, преференције, перцепцију, физичке и психичке одговоре, понашања и достигнућа који се јављају пре, за време и после употребе. ИСО, такође наводи три фактора су који утицајни за корисничко искуство: систем, корисник и контекст коришћења.
Напомена 3 стандарда наговештава да употребљивост адресе, аспекти корисничког искуства , нпр „употребљивост критеријума може да се користи за процену аспектата корисничког искуства”. Стандарди не иду даље у разјашњавању односа корисничког искуства и употребљивости. Очигледно, два појма се преклапају , са употребљивости укључујући и прагматичне аспекте (урадити задатак) и корисничко искуство са фокусом на корисника, осећања проистичу како из прагматичних и хедонистичких аспеката система. Многи практичари користе термине наизменично. Термин употребљивости унапред датира појам корисничког искуства. Део разлога зашто се термини често користе као синоними је да , у практичном смислу, корисник ће на минимум захтева имати довољну употребљивост да оствари задатак , док осећања корисника могу бити мање важна , чак и самом кориснику. Пошто је код употребљивости битно да се уради задатак, аспекти корисничког искуства као информационе архитектуре и корисничког интерфејса могу помоћи или ометати корисниково искуство. Ако сајт има "лошу" информациону архитектуру и корисник има тежак пут проналажења оно што тражи, онда корисник неће имати делотворну, ефикасну и задовољавајућу претрагу. Употребљивост се у суштини може сматрати као подобласт корисничког искуства. Другачије речено, осећања корисника генерално зависе од тога да ли је имао успешно искуство у остваривању задатка. Корисници су познати да користе системе са под-оптималним искуствима корисника и чак "лошу" употребљивост, како би постигли своје циљеве задатака.
Поред ИСО стандарда, постоје и бројне друге дефиниције за корисничко искуство, види Allaboutux.org. Неки од њих су студирали по Law et al. .
Према Џиму Милеру, директору Miramontes Computing-а, корисничко искуство „обухвата много више од традиционалних” корисничких интерфејса „питањима, као што су дизајн екрана и командне структуре, уместо тога, она је широка колекција корисничких-оријентисаних питања која сече кроз пуну меру пројекта.”[4]

## Историја
Термин корисничко искуство је доведен у општу примену од стране Доналда Нормана средином 1990-их Он никад није намеравао да се термин „корисничко искуство” примени само на афективне аспекте коришћења. Преглед његовог ранијег рада сугерише да је термин „корисничко искуство” планиран да сигнализира промену да укључимо афективне факторе, уз предуслов забринутости понашања, која се традиционално разматра на терену. Многи практиканти и даље истражујм и присуствују афективним факторима у вези са крајњим корисницима, и раде то годинама, много пре него што је уведен појам „корисничко искуство” средином 1990-их. У интервјуу из 2007 Норман говори о раширеној употреби термина „корисничко искуство” и његовом непрецизном значењу као последицу истог.
Неколико дешавања утицала су на пораст интересовања у корисничком искуству :
1. Недавни напредак мобилнних телефона, рачунара , друштвених мрежа , и екрана осетљивих на додир помогао је да компјутерске технологије преселе интеракцију човека и рачунара у практично све области људског деловања. То је довело до одаљавања од употребљивости на много богатији оквир корисничког искуства , где су корисничка осећања , мотивације , и вредности битнији него пажња о ефикасности, ефективности и основи субјективног задовољства ( тј. 3 традиционална стандарда употребљивости[5]).[6]
2. У веб дизајну , било је важно да се комбинују интереси различитих интересних група : маркетинг , брендинг , визуелни дизајн , и употребљивост. Маркетинг и брендирање људи треба да уђу у интерактивни свет где је употребљивост важна. Код употребљивости људи потребно је да узме у обзир маркетинг, брендирање , и естетске потребе приликом дизајнирања сајтова. Корисник искуством обезбеђује да платформа покрије интересе свих заинтересованих страна : израду веб сајтова једноставних за коришћење , корисне и ефикасне за посетиоце. То је разлог зашто се неколико раних издања корисничких искустава фокусира на сајт корисничког искуства[7][8][9][10]

Поље корисничког искуства представља продубљивање и проширивање области употребљивости, укључујући холистичку перспективу како се особа осећа у вези са коришћењем система. Фокус је на задовољство и вредност, као и на перформансе. Тачна дефиниција, оквир, и елементи корисничког искуства се и даље развија. 
Корисничко искуство интерактивног производа или веб сајт је обично мерен бројем метода, укључујући упитнике, фокус групе, и друге методе. Слободно доступан упитник (доступан на неколико језика) је корисничко искуство Упитник УЕК Развој и валидација овог упитника је описан у
Google Ngram Viewer приказује најстарију употребу термина "корисничко искуство" од 1963. употреба израза у односу на компјутерски софтвер такође датира пре Нормана.
Универзитет Ватерлу у Стратфорду је одржао предавање на тему корисничког искуства у свом кампусу у новембру 2013.. Имали су тимове који су проналазили решења датог проблема у реалном животу уз помоћ 5 делова корисничког искуства, који су површина, скелет, структура, обим и стратегија.

## Утицаји на корисничко искуство
Многи фактори могу да утичу на корисниково искуство са системом. Да би одговорили на разноврсност, фактори који утичу на кориснички доживљај су класификовани у три главне категорије: корисниково стање и претходна искуства, особине система и контекст коришћења (ситуација) Проучавање типичних корисника, контекста, интеракције помаже у пројектовању система.

## Тренутне емоције или свеукупно корисничко искуство
Појединачна искуства утичу на свеукупно корисничко искуство: искуство притиска на дугме утиче на искуство куцања текстуалних порука, искуство куцања порука утиче на искуство о текстуалним порукама, и искуство текстуалних порука утиче на свеукупно корисничко искуство са телефоном. Опште корисничко искуство није једноставно збир мањих искустава интеракције, јер нека искуства су више видљива од других. Целокупно корисничко искуство је такође под утицајем фактора изван стварне интеракције: бренд, цене, мишљења пријатеља, извештајима у медијима, итд
Један огранак у корисничком искуству истраживања фокусира се на емоције. Ово укључује тренутна искуства током интеракције: пројектовање афективна интеракција и вредновање емоција. Друга грана је заинтересована за разумевање дугорочног односа корисничког искуства и уважавања производа. Индустрија види добро свеукупно корисничко искуство са производима компаније као критична за обезбеђивање лојалности и повећање раста базе клијената. Сви временски нивои корисничког искуства (тренутно, епизодне и дугорочно) су важни, али су методе за дизајн и оцењивање веома различити.